# Ervin László
Ervin László ( 12 de junio de 1932 en Budapest, Hungría) es un filósofo de la ciencia, filósofo de sistemas, teorista de sistemas, teorista integral, y pianista clásico. Ha publicado alrededor de 75 libros y más de 400 ensayos, y es editor del periódico World Futures: The Journal of General Evolution.
También ha grabado varios conciertos de piano. László contrajo matrimonio con Carita Jägerhorn af Spurila el 16 de noviembre de 1956. Tienen dos hijos.

## Historia
En 1984, junto con Béla H. Bánáthy, Riane Eisler, John Corliss, Francisco Varela, Vilmos Csanyi, Gyorgy Kampis, David Loye, Jonathan Schull, y Eric Chaisson fundó, inicialmente en secreto, el Grupo de Investigación de Evolución General. Siendo que las reuniones se realizaban más allá de la cortina de Hierro, el grupo de científicos y pensadores de diversas disciplinas se reunían en secreto.  Dada la creciente amenaza a la especie humana que conlleva la rápida proliferación de armas nucleares y la potencial matanza, su objetivo era explorar la posibilidad de utilizar la teoría del caos para identificar una nueva  teoría general de la evolución que pudiera servir como camino a un mundo mejor.
En 1993, en respuesta a su experiencia con el Club de Roma, fundó el Club de Budapest para, según sus propias palabras, "centrar la atención en la evolución de los valores humanos y la conciencia como factores cruciales para cambiar el curso de una carrera hacia la degradación, polarización, y el desastre en pos de una reconsideración de los valores y las prioridades como para guiar la transformación actual en dirección al humanismo, la ética y la sustentabilidad global".

## Teoría del Campo ψ
La primera teoría de Laszlo sobre un campo integral aparece en El cosmos creativo (1993) como "Campo ψ". Postula la existencia de un campo de información en el vacío cuántico que sería el origen tanto de las manifestaciones físicas como de las psíquicas. El cerebro humano estaría conectado a este campo ψ, lo que justificaría las experiencias llamadas "paranormales". Éste sería un "...quinto campo natural de fuerza con la dimensión interactiva del vacío. [...] pasaría a ocupar [...] su lugar en nuestro sistema de conocimiento sobre la realidad física, uniéndose a los campos gravitacional y electromagnético, así como a los que se asocian a los dos interacciones nucleares, fuerte y débil." (pág. 192).
Las llamadas "experiencias paranormales" y otras (sensación oceánica, percepción extrasensorial, estados alterados de consciencia...) podrían deberse a fenómenos que no somos capaces de registrar conscientemente: "Nuestro cerebro podría [...] recibir señales del campo ψ sin que la conciencia normal de vigilia las registrase." (pág. 258). "... Pribram ha observado que en semejantes estados, el sistema nervioso 'llega ponerse en sintonía con los aspectos holográficos del universo'..." (pág. 257). 
La teoría de Laszlo se encuentra en línea con las de David Bohm, Fritjof Capra, Danah Zohar y David Peat, entre otros, que buscan la unidad mente-materia. 

## Teoría del Campo Akashico
Su libro publicado en el 2004, Ciencia y el campo Akashico: una teoría integral de todo postula la idea de un campo de información como sustancia del cosmos.  Utilizando el término  Sánscrito para "espacio": Akasha, denomina a este campo de información como el "campo Akashico" o "Campo-A".  Postula que el "vacío cuántico" (ver estado de vacío) es el campo de energía y soporte de información que no solo provee información acerca del universo actual, si no de todos los universos pasados y presentes (colectivamente denominados el "metaverso").
László describe cómo dicho campo de información puede explicar la razón por la cual nuestro universo, contra toda probabilidad, está tan bien configurado como para formar galaxias y formas de vida conscientes; y por qué la evolución es un proceso informado, no azaroso. Considera que la hipótesis resuelve diversos problemas que surgen de la  física cuántica, especialmente la no localidad y el entrelazamiento cuántico.

## Teoría del Cambio Global
László postuló en su libro Tú puedes cambiar el mundo que hay dos opciones globales para la crisis mundial que está viniendo. Una que puede venir en la forma de un breakdown (desmoronamiento) global centrada en la fragmentación creciente de desigualdad económica y una nueva carrera armamentista por parte de las potencias crecientes. La otra opción sería una brecha (breakthrough) global conducida por organizaciones internacionales. Esto sería la unión de organizaciones no gubernamentales promoviendo una unión de desarrollo sustentable usando la Internet.
Un Cambio Global es definido como un movimiento popular para girar la marea de un desmoronamiento global a una brecha global. László ve los años 2012-2020 como un período crítico para cambiar el curso ya que la crisis que viene está tomando forma en la geopolítica actual.

## Universidad del cambio global
Su último proyecto involucra la creación de una universidad con base en la enseñanza integral a través de la internet, ofreciendo un Programa de Graduación.  Su objetivo es la creación de aceleradores de cambio que define como agentes coalescientes para la acción social y la concienciación cultural. www.giordanobrunouniversity.com

## Menciones especiales
Ervin László tomo parte en el proyecto Stock Exchange of visions en el año 2006.
En Hungría, el ministro de medio ambiente nominó a Laszlo como uno de los líderes de la campana ministerial con respecto al recalentamiento global.

## Obra Reciente
- Quantum Shift in the Global Brain: How the New Scientific Reality Can Change Us and our World [Rochester VT:  Inner Traditions, 2008](Hay traducción española,"EL CAMBIO CUÁNTICO", Editorial Kairós, 2009)
- EL UNIVERSO INFORMADO (EDICIONES NOWTILUS, S.L., 2007)
- The Chaos Point: The World at the Crossroads (Hampton Roads, 2006)
- Science and the Reenchantment of the Cosmos: The Rise of the Integral Vision of Reality (Inner Traditions, 2006)
- Ciencia y el campo Akashico: Una teoría integral de Todo (EDICIONES NOWTILUS, S.L., 2004)
- Tu puedes cambiar el mundo: manual del ciudadano global para lograr un mundo sostenible y sin violencia (EDICIONES NOWTILUS, S.L. 2004)
- The Connectivity Hypothesis: Foundations of an Integral Science of Quantum, Cosmos, Life, and Consciousness (State University of New York Press, 2003)
- Evolution: The General Theory (Hampton Press, 1996)
- The Whispering Pond: A Personal Guide to the Emerging Vision of Science (Element Books, Ltd., 1996)
- The Systems View of the World: A Holistic Vision for Our Time (Hampton Press, 1996)
- The Creative Cosmos. (Flores Books,1993). El cosmos creativo. Hacia una ciencia unificada de la materia, la vida y la mente (Ed. Kairós, 1997).
- LA GRAN BIFURCACION (EDITORIAL GEDISA, S.A. 1990)